# Günter Lipphardt
Günter Lipphardt (* 18. März 1927 in Düsseldorf; † 29. Juni 2017) war ein deutscher Verfahrensingenieur und Hochschullehrer.

## Leben
Günter Lipphardt studierte Verfahrenstechnik an der Technischen Hochschule Karlsruhe, wo er 1951 Mitglied des Corps Franconia wurde. 1957 wurde er von der Fakultät für Maschinenwesen mit einer Dissertation zum Thema „Teilkondensation von Gemischdämpfen“ zum Dr.-Ing. promoviert. Anschließend wechselte er zur Hoechst AG, wo er Direktor des Ingenieurbereichs Planung und Entwicklung wurde. Die Universität Stuttgart berief ihn zum Honorarprofessor für Energieverfahrenstechnik. Sein Arbeitsschwerpunkt lag im Bereich des Integrierten Umweltschutzes.
Günter Lipphardt war Mitglied im DECHEMA-Vorstand.

## Auszeichnungen
- DECHEMA-Medaille, 1991

## Schriften
- Teilkondensation von Gemischdämpfen, 1957
- Die wirtschaftliche Bedeutung der thermischen Verfahrenstechnik in der Chemie. In: Chemie Ingenieur Technik, Band 50, Heft 10, Oktober 1978, S. 755–759
- Der Ingenieur und seine Umwelt. In: Chemie Ingenieur Technik, Band 51, Heft 12, Dezember 1979, S. 1228–1229
- Opportunities for apparatus manufacture and plant construction in Europe. In: Resources and Conservation, 7. Dezember 1981, S. 357–386
- Sauberes Wasser – technische Möglichkeiten, wirtschaftliche Konsequenzen. In: Chemie Ingenieur Technik, Band 54, Heft 4, April 1982, S. 279–286
- Produktionsintegrierter Umweltschutz – Verpflichtung der Chemischen Industrie. In: Chemie Ingenieur Technik, Band 61, Heft 11, November 1989, S. 855–860
- Strukturwandel in der Ingenieurtechnik der chemischen Industrie. In: Chemie Ingenieur Technik, Band 65, Heft 3, März 1993, S. 265–270 (zusammen mit Volker Pilz und Klaus Wintermantel)
- Umweltschutz und Sicherheit: Die Verantwortung des Ingenieurs. In: Chemie Ingenieur Technik, Band 66, Heft 4, April 1994, S. 465–469